# Kreuzschlepper (Untereschenbach; Nähe Untereschenbacher Straße)

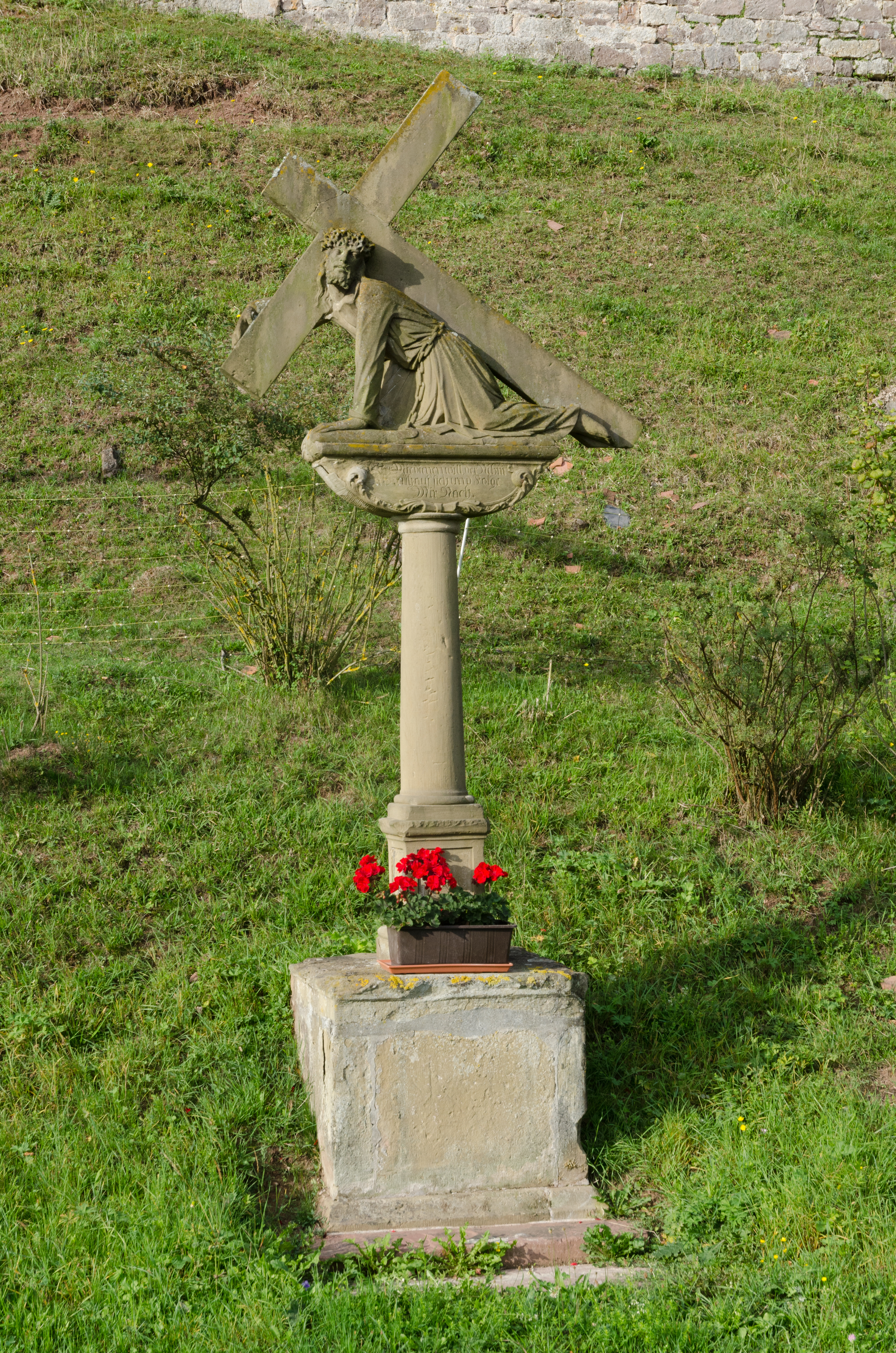
Kreuzschlepper in Untereschenbach, Nähe Thundorfer Weg

Der Kreuzschlepper Nähe Thundorfer Weg befindet sich in Untereschenbach, einem Gemeindeteil der Kleinstadt Hammelburg im unterfränkischen Landkreis Bad Kissingen, in der Nähe der Untereschenbacher Straße. Er gehört zu den Hammelburger Baudenkmälern und ist unter der Nummer D-6-72-127-226 in der Bayerischen Denkmalliste registriert.

## Geschichte
Der 340 cm hohe Kreuzschlepper besteht aus gelbem Sandstein und entstand im Jahr 1727.
Im Halbrund der Basis des Kreuzschleppers befindet sich folgende Inschrift:

„Wer Mir Dienen Will Der Nimm Sein

Creutz Auf Sich Und Folge Mir Nach.“

Auf der Rückseite steht folgende Inschrift:

„Dise Bildnuß Hat Gott

Zu Ehren Hier Aufrichten Lassen

Der Ehrsame Georg Krafft

Und Anna Seine Hausfrau. 1727“

Der Umfang der Säule beträgt 55/56 cm. Die Abmessungen der Basis betragen 2 cm × 78 cm.